# Liste des épisodes des Schtroumpfs
 (novembre 2018).
Si vous disposez d'ouvrages ou d'articles de référence ou si vous connaissez des sites web de qualité traitant du thème abordé ici, merci de compléter l'article en donnant les références utiles à sa vérifiabilité et en les liant à la section « Notes et références ».
Cette page présente la liste des épisodes de la série télévisée Les Schtroumpfs de Hanna-Barbera. Soit, 256 épisodes (91 constitués d'une histoire de 26 minutes, 175 épisodes constitués de 2 segments de 13 minutes). La liste ci-dessous respecte l'ordre original de diffusion aux États-Unis. On notera le manque de logique chronologique, dans la parution des épisodes ; par exemple, la schtroumpfette est présente dans le premier épisode Le Cosmoschtroumpf (ce qui n'était pas le cas dans la bande-dessinée originale) et l'épisode qui relate sa création par Gargamel La Schtroumpfette arrive en 31ème position, soit quasiment à la fin de la saison, durant laquelle elle est systématiquement présente.
En France, les saisons 1 à 3 ont été diffusées de 1982 à 1985 sur Antenne 2, les saisons 4 à 8 de 1986 à 1991 sur La Cinq, enfin la saison 9 a été diffusée en 1995 sur France 2. Certains épisodes se sont vus attribuer deux titres français : le premier lors de la première diffusion, le second en rediffusion.

## Épisodes
Les épisodes suivis d'une * sont ceux publiés en VHS et ** en DVD.[pas clair]

### Première saison (1981)
| N° dans saison | N° global | Titre français                           | Titre original                    | Diffusion américaine |
| -------------- | --------- | ---------------------------------------- | --------------------------------- | -------------------- |
| 1              | 1         | Le Cosmoschtroumpf *                     | The Astrosmurf                    | 12 septembre 1981    |
| 2a             | 2         | Le Schtroumpfs farceur **                | Jokey's Medicine                  | 12 septembre 1981    |
| 2b             | 3         | Le miroir schtroumpfant                  | Vanity Fare                       | 12 septembre 1981    |
| 3              | 4         | Le Schtroumpf et le dragon               | St. Smurf and the Dragon          | 19 septembre 1981    |
| 4a             | 5         | Le mauvais génie                         | The Magical Meanie                | 19 septembre 1981    |
| 4b             | 6         | Le Schtroumpf magicien                   | Sorceror Smurf                    | 26 septembre 1981    |
| 5              | 7         | La sorcière et les Schtroumpfs           | Bewitched, Bothered and Besmurfed | 26 septembre 1981    |
| 6a             | 8         | Le Schtroumpfissime *                    | King Smurf                        | 26 septembre 1981    |
| 6b             | 9         | Le Cracoucass **                         | The Smurfs And The Howlibird      | 26 septembre 1981    |
| 7              | 10        | La Soupe aux Schtroumpfs *               | Soup A La Smurf                   | 3 octobre 1981       |
| 8a             | 11        | Tout ce qui brille n'est pas schtroumpfs | All That Glitters Isn't Smurf     | 3 octobre 1981       |
| 8b             | 12        | Un Schtroumpf pas comme les autres *     | Dreamy's Nightmare                | 3 octobre 1981       |
| 9              | 13        | Roméo et Schtroumpfette **               | Romeo And Smurfette               | 10 octobre 1981      |
| 10a            | 14        | L'œuf magique                            | The Magic Egg                     | 10 octobre 1981      |
| 10b            | 15        | Schtroumpfonie en ut **                  | Smurphony In 'C'                  | 10 octobre 1981      |
| 11             | 16        | Les Schtroumpfs sur les planches **      | Sideshow Smurf                    | 17 octobre 1981      |
| 12a            | 17        | Superschtroumpf **                       | Supersmurf                        | 17 octobre 1981      |
| 12b            | 18        | Le paradis schtroumpfé                   | Paradise Smurfed                  | 17 octobre 1981      |
| 13             | 19        | Le chevalier Schtroumpf **               | Sir Hefty                         | 24 octobre 1981      |
| 14a            | 20        | Bébé Schtroumpf **                       | The Baby Smurf                    | 24 octobre 1981      |
| 14b            | 21        | Le Faux Schtroumpf **                    | The Fake Smurf                    | 24 octobre 1981      |
| 15             | 22        | Le poète et le peintre **                | Painter And Poet                  | 31 octobre 1981      |
| 16a            | 23        | Le Schtroumpf hanté **                   | Haunted Smurfs                    | 31 octobre 1981      |
| 16b            | 24        | La mouche Bzz *                          | The Purple Smurf                  | 31 octobre 1981      |
| 17             | 25        | Le Schtroumpf de jouvence **             | The Fountain Of Smurf             | 7 novembre 1981      |
| 18a            | 26        | L'agrandischtroumpf *                    | The Magnifying Mixture            | 7 novembre 1981      |
| 18b            | 27        | Le Schtroumpfeur de pluie **             | Foul Weather Smurf                | 7 novembre 1981      |
| 19             | 28        | Le Centième Schtroumpf **                | The Hundredth Smurf               | 14 novembre 1981     |
| 20a            | 29        | L'abominable créature des neiges **      | The Adominable Snowbeast          | 14 novembre 1981     |
| 20b            | 30        | Gargamel le généreux                     | Gargamel The Generous             | 14 novembre 1981     |
| 21             | 31        | La Schtroumpfette *                      | The Smurfette                     | 21 novembre 1981     |
| 22a            | 32        | Les boules de cristal *                  | Now You Smurf 'Em, Now You Don't  | 21 novembre 1981     |
| 22b            | 33        | La caverne des Schtroumpfs *             | Spelunking Smurfs                 | 21 novembre 1981     |
| 23a            | 34        | L'Apprenti Schtroumpf *                  | The Smurfs' Apprentice            | 28 novembre 1981     |
| 23b            | 35        | Les lunettes roses                       | Smurf-Colored Glasses             | 28 novembre 1981     |
| 24             | 36        | Le Schtroumpf mécanique *                | The Clockwork Smurf               | 28 novembre 1981     |
| 25a            | 37        | Les Schtroumpfs et les Bloubs            | Fuzzle Trouble                    | 5 décembre 1981      |
| 25b            | 38        | Les chaussons enchantés **               | Smurfette's Dancing Shoes         | 5 décembre 1981      |
| 26             | 39        | L'arbre à écus                           | The Smurfs And The Money Tree     | 5 décembre 1981      |

### Deuxième saison (1982)
Certains épisodes de cette saison ont été diffusés en France sous le titre "Johan & Pirlouit".
| N° dans saison | N° global | Titre français                                                                | Titre anglais                            | Diffusion américaine | Diffusion française                  |
| -------------- | --------- | ----------------------------------------------------------------------------- | ---------------------------------------- | -------------------- | ------------------------------------ |
| 1              | 41        | Le Schtroumpf qui ne sait pas dire non **                                     | The Smurf Who Couldn't Say No            | 18 septembre 1982    |                                      |
| 2              | 42        | Robin des schtroumpfs **                                                      | The Adventures Of Robin Smurf            | 18 septembre 1982    |                                      |
| 3              | 43        | Le Pays maudit Johan et Pirlouit                                              | The Cursed Country                       | 18 septembre 1982    |                                      |
| 4a             | 44        | Les schtroumpfs glacés **                                                     | -Shivering S-Smurfs                      | 25 septembre 1982    |                                      |
| 4b             | 45        | L'amie de la Schtroumpfette                                                   | Sister Smurf                             | 25 septembre 1982    |                                      |
| 5              | 46        | L'Ellebore Noir ou La pierre de Lune Johan et Pirlouit                        | The Black Hellebore                      | 25 septembre 1982    |                                      |
| 6              | 47        | La revanche des schtroumpfs *                                                 | Revenge of the Smurfs                    | 25 septembre 1982    |                                      |
| 7              | 48        | Les trois schtroumpfquetaires **                                              | The Three Smurfketeers                   | 2 octobre 1982       |                                      |
| 8a             | 49        | Les Schtroumpfs du paradis ou Les petits anges bleus ou Les anges de Gargamel | Heavenly Smurfs                          | 2 octobre 1982       |                                      |
| 8b             | 50        | Le schtroumpf et l'extraterrestre                                             | It Came from Outer Smurf                 | 2 octobre 1982       |                                      |
| 9              | 51        | Le Sortilège de Maltrochu * Johan et Pirlouit                                 | The Sorcery of Maltrochu                 | 2 octobre 1982       |                                      |
| 10a            | 52        | La petite souris                                                              | Squeaky                                  | 9 octobre 1982       |                                      |
| 10b            | 53        | La formule qui anéantit **                                                    | The Kaplowey Scroll                      | 9 octobre 1982       |                                      |
| 11             | 54        | Le Lutin du Bois aux Roches Johan et Pirlouit                                 | The Goblin of Boulder Wood               | 9 octobre 1982       |                                      |
| 12a            | 55        | Le régime du Schtroumpf gourmand                                              | Gormandizing Greedy                      | 9 octobre 1982       |                                      |
| 12b            | 56        | La machine qui schtroumpf à manger *                                          | Waste Not, Smurf Not                     | 9 octobre 1982       |                                      |
| 13             | 57        | Les soldats de Johan * Johan et Pirlouit                                      | Johan's Army                             | 16 octobre 1982      |                                      |
| 14             | 58        | La cité perdue de Yore * ** ou La cité perdue                                 | The Lost City of Yore                    | 16 octobre 1982      | partie 2 03 octobre 1984 (Antenne 2) |
| 15             | 59        | La fontaine magique * ** ou La source des Dieux Johan et Pirlouit             | The Magic Fountain                       | 16 octobre 1982      |                                      |
| 16             | 60        | Le roi imposteur * Johan et Pirlouit                                          | The Imposter King                        | 23 octobre 1982      |                                      |
| 17a            | 61        | Pour sauver Gargamel                                                          | For the Love of Gargamel                 | 23 octobre 1982      |                                      |
| 17b            | 62        | Les schtroumpfs dans le labyrinthe                                            | The A-Maze-Ing Smurfs                    | 23 octobre 1982      |                                      |
| 18             | 63        | Le château hanté * Johan et Pirlouit                                          | The Haunted Castle                       | 23 octobre 1982      |                                      |
| 19             | 64        | Le schtroumpf navigateur *                                                    | Smurfs at Sea                            | 30 octobre 1982      | partie 2 - 14 mars 1984 (antenne 2)  |
| 20             | 65        | Le Schtroumpf reconnaissant **                                                | One Good Smurf Deserves Another          | 30 octobre 1982      |                                      |
| 21a            | 66        | Le Schtroumpf docteur *                                                       | The Blue Plague                          | 30 octobre 1982      |                                      |
| 21b            | 67        | Le propre du schtroumpf                                                       | The Last Laugh                           | 30 octobre 1982      |                                      |
| 22             | 68        | Le Roi magicien ou Le magicien noir Johan et Pirlouit                         | The Raven Wizard                         | 6 novembre 1982      |                                      |
| 23             | 69        | L'anneau de Castellac Johan et Pirlouit                                       | The Ring of Castellac                    | 6 novembre 1982      |                                      |
| 24a            | 70        | Le ciel schtroumpfe sur la tête                                               | The Sky is Smurfing, The Sky is Smurfing | 6 novembre 1982      |                                      |
| 24b            | 71        | Le Schtroumpf suspect *                                                       | Turncoat Smurf                           | 6 novembre 1982      |                                      |
| 25             | 72        | Le retour du Schtroumpf mécanique Johan et Pirlouit                           | The Return of the Clockwork Smurf        | 13 novembre 1982     |                                      |
| 26             | 73        | Le petit géant                                                                | The Littlest Giant                       | 13 novembre 1982     |                                      |
| 27a            | 74        | La bulle schtroumpfante                                                       | Bubble, Bubble, Smurfs in Trouble        | 13 novembre 1982     |                                      |
| 27b            | 75        | Le long sommeil **                                                            | Smurf Van Winkle                         | 13 novembre 1982     |                                      |
| 28             | 76        | Le prince et Pirlouit Johan et Pirlouit                                       | The Prince and the Peewit                | 20 novembre 1982     |                                      |
| 29             | 77        | Le bébé enchanté Johan et Pirlouit                                            | The Enchanted Baby                       | 20 novembre 1982     |                                      |
| 30             | 78        | La pierre de l'avenir *                                                       | Clumsy Smurfs the Future                 | 20 novembre 1982     |                                      |
| 31a            | 79        | Les schtroumpfnambules                                                        | Sleepwalking Smurfs                      | 27 novembre 1982     |                                      |
| 31b            | 80        | Ni schtroumpfs ni couronnes *                                                 | Smurf Me No Flowers                      | 27 novembre 1982     |                                      |
| 32             | 81        | Prisonniers du magicien                                                       | The Good, the Bad, and the Smurfy        | 27 novembre 1982     |                                      |
| 33             | 82        | Les schtroumpfeurs de truffes **                                              | A Mere Truffle                           | 27 novembre 1982     |                                      |
| 34a            | 83        | Rêves de schtroumpfs *                                                        | The Stuff Dreams are Smurfed of          | 4 décembre 1982      |                                      |
| 34b            | 84        | La boîte mystérieuse                                                          | The Box of Dirty Tricks                  | 4 décembre 1982      |                                      |
| 35             | 85        | Le mariage du Grand Schtroumpf *                                              | Papa's Wedding Day                       | 4 décembre 1982      |                                      |
| 36             | 86        | Les schtroumpfs et les elfes                                                  | All's Smurfy That Ends Smurfy            | 4 décembre 1982      |                                      |

### Troisième saison (1983)
Certains épisodes de cette saison ont été diffusés en France sous le titre "Johan & Pirlouit".
| N° dans saison | N° global | Titre français                                             | Titre anglais                    | Diffusion américaine | Diffusion française |
| -------------- | --------- | ---------------------------------------------------------- | -------------------------------- | -------------------- | ------------------- |
| 1a             | 89        | Le jour de la lune bleue **                                | Once in a Blue Moon              | 17 septembre 1983    |                     |
| 1b             | 90        | Le sauvetage d'Azraël **                                   | All Creatures Great and Smurf    | 17 septembre 1983    |                     |
| 2a             | 91        | Les Schtroumpfs pompiers *                                 | The Smurf Fire Brigade           | 17 septembre 1983    |                     |
| 2b             | 92        | Gargamel vole *                                            | The Winged Wizard                | 17 septembre 1983    |                     |
| 3              | 93        | Le tableau merveilleux **                                  | Every Picture Smurfs a Story     | 17 septembre 1983    |                     |
| 4a             | 94        | Le premier coup de téléschtroumpf *                        | The First Telesmurf              | 17 septembre 1983    |                     |
| 4b             | 95        | Les Schtroumpfs en cerf-volant * Johan et Pirlouit         | Handy's Kite                     | 24 septembre 1983    |                     |
| 5              | 96        | Les boucles d'horreur **                                   | The Magic Earrings               | 24 septembre 1983    |                     |
| 6              | 97        | La dernière baie schtroumpfante *                          | The Last Smurfberry              | 24 septembre 1983    |                     |
| 7a             | 98        | Un peu de confiance en soi *                               | A Little Smurf Confidence        | 1er octobre 1983     |                     |
| 7b             | 99        | Le petit cœur de Hogatha **                                | Hogatha's Heart Throb            | 1er octobre 1983     |                     |
| 8a             | 100       | Le puant *                                                 | Born Rotten                      | 1er octobre 1983     |                     |
| 8b             | 101       | Une larme de schtroumpf *                                  | The Tear of a Smurf              | 1er octobre 1983     |                     |
| 9              | 102       | L'élexir miraculeux                                        | The Miracle Smurfer              | 1er octobre 1983     |                     |
| 10             | 103       | Le Schtroumpf qui devient roi **                           | The Smurf Who Would Be King      | 8 octobre 1983       |                     |
| 11a            | 104       | Comment schtroumpfer un arc-en-ciel *                      | How to Smurf a Rainbow           | 8 octobre 1983       |                     |
| 11b            | 105       | Schtroumpfette d'un jour *                                 | Smurfette For A Day              | 8 octobre 1983       |                     |
| 12a            | 106       | Pirlouit rencontre Grossbouf Johan et Pirlouit             | Peewit Meets Bigmouth            | 8 octobre 1983       |                     |
| 12b            | 107       | Les Schtroumpfs et les bûcherons                           | Lumbering Smurfs                 | 8 octobre 1983       |                     |
| 13             | 108       | La fiancée du Schtroumpf bricoleur                         | Handy's Sweetheart               | 15 octobre 1983      |                     |
| 14a            | 109       | Les poèmes du Schtroumpf paysan **                         | Speak for Yourself, Farmer Smurf | 15 octobre 1983      |                     |
| 14b            | 110       | Une masure pour rien *                                     | A Hovel is Not a Home            | 15 octobre 1983      |                     |
| 15a            | 111       | La fleur de l'oubli                                        | Forget Me Smurfs                 | 15 octobre 1983      |                     |
| 15b            | 112       | Le gnome grincheux Johan et Pirlouit                       | The Grumpy Gremlin               | 15 octobre 1983      |                     |
| 16a            | 113       | La malchance du Schtroumpf maladroit **                    | Clumsy Luck                      | 22 octobre 1983      |                     |
| 16b            | 114       | Un peu de volonté                                          | Willpower Smurfs                 | 22 octobre 1983      |                     |
| 17a            | 115       | Le Bébé Schtroumpf a disparu *                             | Baby Smurf is Missing            | 22 octobre 1983      |                     |
| 17b            | 116       | Le millénaire des druides **                               | The Smurfs' Time Capsule         | 22 octobre 1983      |                     |
| 18a            | 117       | Le mariage de Gargamel                                     | Wedding Bells for Gargamel       | 29 octobre 1983      |                     |
| 18b            | 118       | L'apprenti voleur                                          | To Smurf a Thief                 | 29 octobre 1983      |                     |
| 19a            | 119       | Le gruau du Schtroumpf gourmand *                          | Greedy and the Porridge Pot      | 29 octobre 1983      |                     |
| 19b            | 120       | Le contrat du Schtroumpf musicien **                       | Harmony Steals the Show          | 29 octobre 1983      |                     |
| 20             | 121       | Le trophée d'or des Schtroumpfs *                          | The Golden Smurf Award           | 29 octobre 1983      |                     |
| 21a            | 122       | Les larmes de Bébé ou Le bébé du Maure * Johan et Pirlouit | The Moor's Baby                  | 5 novembre 1983      |                     |
| 21b            | 123       | Le Schtroumpf costaud a du cœur **                         | Hefty's Heart                    | 5 novembre 1983      |                     |
| 22a            | 124       | Le jour des embrassades *                                  | A Hug for Grouchy                | 5 novembre 1983      |                     |
| 22b            | 125       | Le hochet magique **                                       | The Magic Rattle                 | 5 novembre 1983      |                     |
| 23a            | 126       | Le carnaval d'automne **                                   | All Hallows' Eve                 | 5 novembre 1983      |                     |
| 23b            | 127       | La mini sorcière **                                        | The Littlest Witch               | 5 novembre 1983      |                     |
| 24a            | 128       | Schtroumpf d'avril **                                      | April Smurf's Day                | 12 novembre 1983     |                     |
| 24b            | 129       | Le bâton enchanté **                                       | The Magic Stick                  | 12 novembre 1983     |                     |
| 25a            | 130       | Le Noël de Bébé Schtroumpf ou Le Premier Noël de Bébé **   | Baby's First Christmas           | 12 novembre 1983     |                     |
| 25b            | 131       | Miroir magique sur le mur *                                | Beauty is Only Smurf Deep        | 12 novembre 1983     |                     |
| 26a            | 132       | Le Pirlouit-garou * Johan et Pirlouit                      | Wolf in Peewit's Clothing        | 12 novembre 1983     |                     |
| 26b            | 133       | Une clochette pour Azraël **                               | A Bell for Azrael                | 12 novembre 1983     |                     |
| 27a            | 134       | Le Schtroumpf à mémoire                                    | The Chief Recordsmurf            | 19 novembre 1983     |                     |
| 27b            | 135       | Le langage des mains *                                     | Smurfing in Sign Language        | 19 novembre 1983     |                     |
| 28             | 136       | Bébé Schtroumpf et les sauterelles                         | A Chip Off the Old Smurf         | 19 novembre 1983     |                     |
| 29             | 137       | Un cadeau pour le Grand Schtroumpf                         | A Gift for Papa's Day            | 19 novembre 1983     |                     |
| 30a            | 138       | Le casse-schtroumpfs                                       | Good Neighbor Smurf              | 26 novembre 1983     |                     |
| 30b            | 139       | La pierre des Schtroumpfs *                                | The Smurfstone Quest             | 26 novembre 1983     |                     |
| 31a            | 140       | Le bonnet maléfique **                                     | Hats Off to Smurfs               | 26 novembre 1983     |                     |
| 31b            | 141       | Le noble dix-cors                                          | The Noble Stag                   | 26 novembre 1983     |                     |
| 32a            | 142       | Le village de luxe *                                       | Smurfy Acres                     | 26 novembre 1983     |                     |
| 32b            | 143       | Le sablier du temps *                                      | No Time for Smurfs               | 26 novembre 1983     |                     |

### Quatrième saison (1984)
| N° dans saison | N° global | Titre français                                                                                                  | Titre anglais                             | Diffusion américaine | Diffusion française    |
| -------------- | --------- | --- | ----------------------------------------- | -------------------- | ---------------------- |
| 1a             | 146       | Le signe de la sagesse                                                                                          | Symbols Of Wisdom                         | 16 septembre 1984    | 7 février 1987/La Cinq |
| 1b             | 147       | Le retour du petit cheval ailé                                                                                  | Blue Eyes Returns                         | 16 septembre 1984    |                        |
| 2a             | 148       | Le puits aux souhaits                                                                                           | The Secret Of The Village Well            | 16 septembre 1984    | 18 mai 1986/La Cinq    |
| 2b             | 149       | La beauté d'une fleur **                                                                                        | Stop And Smurf The Roses                  | 16 septembre 1984    |                        |
| 3a             | 150       | Les Schtroumpfs de pain d'épices                                                                                | Gingerbread Smurfs                        | 16 septembre 1984    | 8 février 1987/La Cinq |
| 3b             | 151       | L'ombre du Schtroumpf farceur **                                                                                | Jokey's Shadow                            | 16 septembre 1984    | 9 mars 1986/La Cinq    |
| 4a             | 152       | L'os zygomatique du Schtroumpf farceur                                                                          | Jokey's Funny Bone                        | 16 septembre 1984    |                        |
| 4b             | 153       | L'horloge schtroumpfante                                                                                        | Tick Tock Smurfs                          | 16 septembre 1984    | 6 avril 1986/La Cinq   |
| 5a             | 154       | Le maître des Schtroumpfs                                                                                       | The Master Smurf                          | 23 septembre 1984    | 11 mai 1986/La Cinq    |
| 5b             | 155       | L'aiguille magique                                                                                              | Tailor's Magic Needle                     | 23 septembre 1984    | 27 avril 1986/La Cinq  |
| 6a             | 156       | Le voyageur | The Traveler                              | 23 septembre 1984    | 7 février 1987/La Cinq |
| 6b             | 157       | La petite bête du Bébé Schtroumpf **                                                                            | A Pet For Baby Smurf                      | 23 septembre 1984    | 7 février 1987/La Cinq |
| 7              | 158       | Le sorcier qui rétrécit **                                                                                      | The Incredible Shrinking Wizard           | 30 septembre 1984    |                        |
| 8a             | 159       | Les crêpes du Schtroumpf gourmand                                                                               | Breakfast At Greedy's                     | 23 septembre 1984    | 27 avril 1986/La Cinq  |
| 8b             | 160       | Perdu dans le marais des ombres                                                                                 | The Secret Of Shadow Swamp                | 23 septembre 1984    | 27 juin 1987/La Cinq   |
| 9a             | 161       | Le Schtroumpf de Troie **                                                                                       | The Trojan Smurf                          | 23 septembre 1984    |                        |
| 9b             | 162       | Le Schtroumpf indélébile **                                                                                     | Smurf The Other Cheek                     | 23 septembre 1984    | 20 avril 1986/La Cinq  |
| 10a            | 163       | Le plus beau char des Schtroumpfs                                                                               | A Float Full Of Smurfs                    | 7 octobre 1984       |                        |
| 10b            | 164       | Les douceurs de la Schtroumpfette                                                                               | Smurfette's Sweet Tooth                   | 7 octobre 1984       | 20 mars 1986/La Cinq   |
| 11             | 165       | Le schtroumpf-bonheur **                                                                                        | Smurf On Wood                             | 7 octobre 1984       | 7 février 1987/La Cinq |
| 12a            | 166       | Le schtroumpfateur schtroumpfomatique                                                                           | The Smurfomatic Smurfolator               | 7 octobre 1984       | 13 avril 1986/La Cinq  |
| 12b            | 167       | Les Schtroumpfs pétrifiés **                                                                                    | Petrified Smurfs                          | 7 octobre 1984       | 4 mai 1986/La Cinq     |
| 13a            | 168       | Les verrues du Grand Schtroumpf                                                                                 | Papa's Worry Warts                        | 14 octobre 1984      | 4 mai 1986/La Cinq     |
| 13b            | 169       | La surprise-partie du Schtroumpf paresseux * **                                                                 | Lazy's Slumber Party                      | 14 octobre 1984      | 11 mai 1986/La Cinq    |
| 14             | 170       | Les elfes des chatons de saule **                                                                               | The Pussywillow Pixies                    | 14 octobre 1984      | 20 juin 1987/La Cinq   |
| 15a            | 171       | Les nouveaux nez                                                                                                | The Bignose Dilemma                       | 14 octobre 1984      | 4 mai 1986/La Cinq     |
| 15b            | 172       | La course schtroumpfomobile * **                                                                                | The Smurfbox Derby                        | 14 octobre 1984      |                        |
| 16             | 173       | Un cirque pour le Bébé Schtroumpf **                                                                            | A Circus For Baby                         | 21 octobre 1984      | 8 février 1987/La Cinq |
| 17a            | 174       | Bébé Schtroumpf chez les Verruqueux                                                                             | Babies In Wartland                        | 21 octobre 1984      | 18 mai 1986/La Cinq    |
| 17b            | 175       | La schtroumpf glacée                                                                                            | The Smurfwalk Cafe                        | 21 octobre 1984      | 18 mai 1986/La Cinq    |
| 18a            | 176       | L'ami le plus schtroumpf **                                                                                     | The Smurfiest Of Friends                  | 21 octobre 1984      | 25 mai 1986/La Cinq    |
| 18b            | 177       | Ne schtroumpfez pas au lendemain **                                                                             | Never Smurf Off 'Til Tomorrow             | 21 octobre 1984      |                        |
| 19a            | 178       | Grossbouf le Schtroumpf                                                                                         | Bigmouth Smurf                            | 28 octobre 1984      | 25 mai 1986/La Cinq    |
| 19b            | 179       | Le Bébé Schtroumpf volant **                                                                                    | Baby's Enchanted Didey                    | 28 octobre 1984      | 25 mai 1986/La Cinq    |
| 20a            | 180       | L’homme de la Lune                                                                                              | The Man In The Moon                       | 28 octobre 1984      | 7 février 1987/La Cinq |
| 20b            | 181       | Les cheveux d'or de la Schtroumpfette                                                                           | Smurfette's Golden Tresses                | 28 octobre 1984      | 13 avril 1986/La Cinq  |
| 21a            | 182       | Schtroumpfer toute la vérité (La Cinq) Schtroumpfer la vérité (M6) Schtroumpfer la vérité toute la vérité (DVD) | The Whole Smurf And Nothing But The Smurf | 28 octobre 1984      | 9 mars 1986/La Cinq    |
| 21b            | 183       | Le géant de Gargamel                                                                                            | Gargamel's Giant                          | 28 octobre 1984      | 1er mars 1986/La Cinq  |
| 22a            | 184       | L'ours rapiécé **                                                                                               | The Patchwork Bear                        | 11 novembre 1984     | 20 avril 1986/La Cinq  |
| 22b            | 185       | Le handicap du Schtroumpf costaud                                                                               | Hefty And The Wheelsmurfer                | 11 novembre 1984     | 6 avril 1986/La Cinq   |
| 23a            | 186       | La fièvre sautante **                                                                                           | Hopping Cough Smurfs                      | 11 novembre 1984     | 6 avril 1986/La Cinq   |
| 23b            | 187       | Le petit cheval ailé *                                                                                          | The Little Orange Horse                   | 11 novembre 1984     | 27 avril 1986/La Cinq  |
| 24a            | 188       | Les Schtroumpfs monstrueux                                                                                      | Monster Smurfs                            | 11 novembre 1984     | 13 avril 1986/La Cinq  |
| 24b            | 189       | Les Fangeux chez les Schtroumpfs                                                                                | The Bad Place                             | 11 novembre 1984     | 18 mai 1986/La Cinq    |
| 25a            | 190       | Les schtroumpfeurs de fantômes **                                                                               | Smurfing For Ghosts                       | 18 novembre 1984     | 25 mai 1986/La Cinq    |
| 25b            | 191       | La gargouille du château de Cherchenoise **                                                                     | The Gargoyle Of Quarrel Castle            | 18 novembre 1984     | 1er mars 1986/La Cinq  |
| 26a            | 192       | La schtroumpfiplication **                                                                                      | Smurfiplication                           | 18 novembre 1984     | 25 juin 1987/La Cinq   |
| 26b            | 193       | La Bonne aventure de Gargamel **                                                                                | Gargamel's Miss-fortune                   | 18 novembre 1984     |                        |

### Cinquième saison (1985)
| N° d'épisode | N° d'histoire | Titre français                                                         | Titre anglais                           | Diffusion américaine | Diffusion française   |
| ------------ | ------------- | ---------------------------------------------------------------------- | --------------------------------------- | -------------------- | --------------------- |
| 1a           | 194           | La colle à Schtroumpfs ou Les Schtroumpfs collants                     | Stuck on Smurfs                         | 21 septembre 1985    | 15 février 1987 La 5  |
| 1b           | 195           | Les Schtroumpfs et Puppy                                               | Puppy                                   | 21 septembre 1985    | 22 juin 1986 La 5     |
| 2a           | 196           | Les vacances du Grand Schtroumpf                                       | Papa's day off                          | 21 septembre 1985    |                       |
| 2b           | 197           | Les Schtroumpfets ou Les p'tits Schtroumpfs                            | The Smurflings                          | 21 septembre 1985    | 8 juin 1986 La 5      |
| 3a           | 198           | Schtroumpfera bien qui schtroumpfera le dernier                        | He who smurfs last                      | 21 septembre 1985    | 15 juin 1986 La 5     |
| 3b           | 199           | Le premier mot de bébé                                                 | Baby's first word                       | 21 septembre 1985    | 22 février 1987 La 5  |
| 4a           | 200           | Le Schtroumpfeur masqué ou Le Schtroumpf entarteur                     | The Masked Pie Smurfer                  | 28 septembre 1985    | 22 juin 1986 La 5     |
| 4b           | 201           | Sassette                                                               | Sassette                                | 28 septembre 1985    | 8 juin 1986 La 5      |
| 5a           | 202           | L'ordonnance pour Puppy                                                | Papa's Puppy Prescription               | 28 septembre 1985    |                       |
| 5b           | 203           | Les Œuvres du Schtroumpf Poète                                         | Poet's Writer's Block                   | 28 septembre 1985    |                       |
| 6            | 204           | Un kiloschtroumpf à pied                                               | Smurf a Mile in My Shoes                | 28 septembre 1985    | 22 juin 1986 La 5     |
| 7a           | 205           | Les amis du Schtroumpf rêveur                                          | Dreamy's Pen Pals                       | 5 octobre 1985       | 29 juin 1986 La 5     |
| 7b           | 206           | Le lit volant du Grand Schtroumpf                                      | Papa's Flying Bed                       | 5 octobre 1985       | 15 juin 1986 La 5     |
| 8a           | 207           | Schtroumpferies dans la boue                                           | Mud Wrestling Smurfs                    | 5 octobre 1985       | 8 juin 1986 La 5      |
| 8b           | 208           | La sorcière des sables                                                 | The Sand Witch                          | 5 octobre 1985       | 29 juin 1986 La 5     |
| 9            | 209           | Les Schtroumpfs et les Crapaudémons                                    | Kow-Tow, We Won't Bow                   | 5 octobre 1985       | 29 juin 1986 La 5     |
| 10a          | 210           | L'ami de Grossbouf                                                     | Bigmouth's Friend                       | 12 octobre 1985      | 15 juillet 1989 La 5  |
| 10b          | 211           | Qui a peur du grand méchant Schtroumpf ?                               | Wild and Wooly                          | 12 octobre 1985      | 15 février 1987 La 5  |
| 11           | 212           | Le Monstre du Schtroumpf-Ness                                          | The Dark-Ness Monster                   | 12 octobre 1985      |                       |
| 12a          | 213           | Échec aux Schtroumpfs                                                  | The Grouchiest Game in Town             | 12 octobre 1985      | 18 février 1987 La 5  |
| 12b          | 214           | La reine Schtroumpfette                                                | Queen Smurfette                         | 12 octobre 1985      | 15 février 1987 La 5  |
| 13           | 215           | Marco Schtroumpf et les pirates du poivre                              | Marco Smurf and the Pepper Pirates      | 19 octobre 1985      | 11 février 1989 La 5  |
| 14a          | 216           | Grossbouf reschtroumpfe à l'école                                      | Educating Bigmouth                      | 19 octobre 1985      | 15 février 1987 La 5  |
| 14b          | 217           | Le Schtroumpf à lunettes aime les animaux                              | Brainy Smurf, Friend to All the Animals | 19 octobre 1985      | 8 septembre 1989 La 5 |
| 15           | 218           | Une comète nous est schtroumpfée                                       | The Comet Is Coming                     | 19 octobre 1985      | 21 février 1987 La 5  |
| 16a          | 219           | Malheureux anniverschtroumpf                                           | Happy Unhappiness Day to You            | 26 octobre 1985      |                       |
| 16b          | 220           | La grande récolte des Schtroumpfs                                      | The Great Slime Crop Failure            | 26 octobre 1985      | 18 février 1987 La 5  |
| 17           | 221           | L'album de famille du Grand Schtroumpf                                 | Papa's Family Album                     | 26 octobre 1985      | 6 septembre 1989 La 5 |
| 18a          | 222           | Schtroumpfez-vous les uns les autres                                   | Love Those Smurfs                       | 26 octobre 1985      |                       |
| 18b          | 223           | Mutinerie chez les Schtroumpfs                                         | Mutiny on the Smurf                     | 26 octobre 1985      |                       |
| 19a          | 224           | Devine qui vient schtroumpfer cette nuit                               | Things That Go Smurf in the Night       | 2 novembre 1985      | 15 juillet 1989 La 5  |
| 19b          | 225           | Panique chez les Schtroumpfs                                           | Alarming Smurfs                         | 2 novembre 1985      |                       |
| 20a          | 226           | La rose de la Schtroumpfette                                           | Smurfette's Rose                        | 2 novembre 1985      | 23 juillet 1989 La 5  |
| 20b          | 227           | L'élection du Schtroumpf d'honneur                                     | The Mr.Smurf Contest                    | 2 novembre 1985      |                       |
| 21a          | 228           | Silence chez les Schtroumpfs                                           | Unsound Smurfs                          | 2 novembre 1985      |                       |
| 21b          | 229           | Avez-vous donné à schtroumpfer à votre chien ?                         | Have You Smurfed Your Pet Today?        | 2 novembre 1985      |                       |
| 22a          | 230           | Gargamel veut schtroumpfer dans le temps                               | Gargamel's Time Trip                    | 9 novembre 1985      | 22 février 1987 La 5  |
| 22b          | 231           | Tout le travail et pas de schtroumpf ou Tout travail mérite schtroumpf | All Work and No Smurf                   | 9 novembre 1985      | 22 février 1987 La 5  |
| 23           | 232           | Ils schtroumpfent notre chanson                                        | They're Smurfing Our Song               | 9 novembre 1985      | 3 août 1989 La 5      |
| 24           | 233           | La grande fête du Schtroumpf à lunettes                                | Brainy's Smarty Party                   | 9 novembre 1985      | 21 février 1987 La 5  |

### Sixième saison (1985)
| N° d'épisode | N° d'histoire | Titre français                                                                         | Titre anglais                      | Diffusion américaine | Diffusion française     |
| ------------ | ------------- | -------------------------------------------------------------------------------------- | ---------------------------------- | -------------------- | ----------------------- |
| 1 - 2        | 234-235       | La Pierre de longue vie Partie 1 à 4 ou Les P'tits Schtroumpfs (partie 1 à 3)          | Smurfquest                         | 13 septembre 1985    |                         |
| 3            | 236           | La promotion de Gargamel                                                               | Gargamel's New Job                 | 13 septembre 1985    | 9 septembre 1987 La 5   |
| 4            | 237           | Le Schtroumpf grognon coule à pic                                                      | Grouchy Makes a Splash             | 20 septembre 1985    | 9 septembre 1987 La 5   |
| 5a           | 238           | Un Schtroumpf à la mer                                                                 | No Smurf Is an Island              | 20 septembre 1985    | 23 septembre 1987 La 5  |
| 5b           | 239           | Don Schtroumpfo                                                                        | Don Smurfo                         | 20 septembre 1985    | 3 septembre 1987 La 5   |
| 6            | 240           | Le prince et le batracien                                                              | The Prince and the Hopper          | 20 septembre 1985    |                         |
| 7a           | 241           | Les cadeaux de la Schtroumpfette                                                       | Smurfette's Gift                   | 27 septembre 1985    | 29 septembre 1987 La 5  |
| 7b           | 242           | Une surprise pour le Schtroumpf farceur                                                | The Most Popular Smurf             | 27 septembre 1985    | 3 octobre 1987 La 5     |
| 8            | 243           | Le bain de boue du Schtroumpf coquet                                                   | A Loss of Smurf                    | 27 septembre 1985    | 24 septembre 1987 La 5  |
| 9a           | 244           | Le Dernier gobe-mouches                                                                | The Last Whippoorwill              | 27 septembre 1985    | 15 septembre 1987 La 5  |
| 9b           | 245           | Les Schtroumpfs et des couleurs                                                        | The Color Smurfy                   | 27 septembre 1985    |                         |
| 10           | 246           | Le Cauchemar du Schtroumpf Paresseux                                                   | Lazy's Nightmare                   | 4 octobre 1985       | 15 septembre 1987 La 5  |
| 11a          | 247           | Le Schtroumpf Timide entre en scène                                                    | All the Smurf's a Stage            | 4 octobre 1985       | 2 octobre 1987 La 5     |
| 11b          | 248           | Schtroumpf qui roule                                                                   | Smurfs on Wheels                   | 4 octobre 1985       | 1er octobre 1987 La 5   |
| 12           | 249           | Pirlouit le viking                                                                     | The Littlest Viking                | 4 octobre 1985       | 22 septembre 1987 La 5  |
| 13a          | 250           | Un joujou pour Bébé Schtroumpf                                                         | Baby's New Toy                     | 11 octobre 1985      | 9 octobre 1987 La 5     |
| 13b          | 251           | Les p'tits Schtroumpfs gardes d'enfants                                                | Bringing Up Bigfeet                | 11 octobre 1985      | 9 septembre 1987 La 5   |
| 14           | 252           | Le coasseur écarlate                                                                   | Scarlet Croaker                    | 11 octobre 1985      | 24 septembre 1987 La 5  |
| 15a          | 253           | Le Schtroumpf touche-à-tout                                                            | Calling Doctor Smurf               | 11 octobre 1985      | 1er octobre 1987 La 5   |
| 15b          | 254           | La musique disparue                                                                    | Can't Smurf the Music              | 11 octobre 1985      | 3 octobre 1987 La 5     |
| 16           | 255           | Le Vieux-Vieux Schtroumpf et le tam-tam                                                | The Royal Drum                     | 18 octobre 1985      | 29 septembre 1987 La 5  |
| 17a          | 256           | Une vie de chien                                                                       | It's a Puppy's Life                | 18 octobre 1985      | 6 octobre 1987 La 5     |
| 17b          | 257           | Le Schtroumpf ramoneur                                                                 | Sweepy Smurf                       | 18 octobre 1985      | 12 octobre 1987 La 5    |
| 18           | 258           | Voyage au Schtroumpf de la terre                                                       | Journey to the Center of the Smurf | 18 octobre 1985      | 17 septembre 1987 La 5  |
| 19a          | 259           | Le Schtroumpf le plus long                                                             | The Tallest Smurf                  | 25 octobre 1985      | 28 septembre 1987 La 5  |
| 19b          | 260           | L’essence du Schtroumpf à lunettes                                                     | Essence of Brainy                  | 25 octobre 1985      | 6 octobre 1987 La 5     |
| 20a          | 261           | Docteur Maudit et monsieur Charme                                                      | Dr. Evil & Mr. Nice                | 25 octobre 1985      | 3 septembre 1987 La 5   |
| 20b          | 262           | Discorde chez les Schtroumpfs                                                          | The Root of Evil                   | 25 octobre 1985      | 14 septembre 1987 La 5  |
| 21a          | 263           | Les rapporteurs Schtroumpfés                                                           | Tattle-Tail Smurfs                 | 25 octobre 1985      | 21 septembre 1987 La 5  |
| 21b          | 264           | La démission du Schtroumpf gourmand                                                    | Greedy Goes on Strike              | 25 octobre 1985      | 12 septembre 1987 La 5  |
| 22a          | 265           | Larmes de Schtroumpfs                                                                  | Crying Smurfs                      | 1er novembre 1985    | 8 octobre 1987 La 5     |
| 22b          | 266           | L'étoffe du temps                                                                      | Future Smurfed                     | 1er novembre 1985    | 8 octobre 1987 La 5     |
| 23a          | 267           | Le Gargamel en Bois                                                                    | Gargamel's Dummy                   | 1er novembre 1985    | 8 octobre 1987 La 5     |
| 23b          | 268           | Schtroumpfez la vérité, toute la vérité                                                | Smurf on the Run                   | 1er novembre 1985    |                         |
| 24a          | 269           | L'oiseau qui schtroumpfe                                                               | A Myna Problem                     | 1er novembre 1985    |                         |
| 24b          | 270           | La Schtroumpf d'abondance                                                              | The Horn of Plenty                 | 1er novembre 1985    | 4 octobre 1987 La 5     |
| 25a          | 271           | La forêt schtroumpfante                                                                | I Smurf to the Trees               | 8 novembre 1985      | 1er septembre 1987 La 5 |
| 25b          | 272           | Le nuage du Schtroumpf maladroit                                                       | Clumsy's Cloud                     | 8 novembre 1985      |                         |
| 26a          | 273           | Sassette n'aime pas les livres                                                         | Bookworm Smurf                     | 8 novembre 1985      | 10 septembre 1987 La 5  |
| 26b          | 274           | Le génie du Schtroumpf paysan                                                          | Farmer's Genie                     | 8 novembre 1985      | 6 octobre 1987 La 5     |
| 27a          | 275           | Un schtroumpf de génie                                                                 | Master Scruple                     | 8 novembre 1985      | 19 septembre 1987 La 5  |
| 27b          | 276           | La conquête de Scrupule                                                                | Scruple's Sweetheart               | 8 novembre 1985      | 17 septembre 1987 La 5  |
| 28a          | 277           | Les p'tits Schtroumpfs aident Mère Nature ou Les P'tits Schtroumpfs aident Dame Nature | The World According to Smurflings  | 15 novembre 1985     | 1er octobre 1987 La 5   |
| 28b          | 278           | La plume schtroumpfante                                                                | The Enchanted Quill                | 15 novembre 1985     | 10 août 1989 La 5       |
| 29a          | 279           | La Chasse au Schtroumpf ou La casse aux Schtroumpfs (titre mal orthographié)           | The Most Unsmurfy Game             | 15 novembre 1985     | 24 septembre 1987 La 5  |
| 29b          | 280           | Un chien rapporte                                                                      | Put Upon Puppy                     | 15 novembre 1985     | 17 septembre 1987 La 5  |
| 30a          | 281           | Le Cœur d'Or                                                                           | Heart of Gold                      | 15 novembre 1985     | 22 septembre 1987 La 5  |
| 30b          | 282           | Le Village Schtroumpf en péril                                                         | The Village Vandal                 | 15 novembre 1985     | 25 septembre 1987 La 5  |
| 31a          | 283           | Le galant Schtroumpf                                                                   | The Gallant Smurf                  | 22 novembre 1985     | 18 septembre 1987 La 5  |
| 31b          | 284           | La dent de Sassette                                                                    | Sassette's Tooth                   | 22 novembre 1985     | 30 septembre 1987 La 5  |
| 32a          | 285           | Le petit Schtroumpf têtu                                                               | Snappy's Way                       | 22 novembre 1985     | 10 septembre 1987 La 5  |
| 32b          | 286           | Les Schtroumpfs pompiers                                                               | Fire-Fighting Smurfs               | 22 novembre 1985     | 8 septembre 1987 La 5   |
| 33a          | 287           | La Schtroumpfovision                                                                   | Handy's Window Vision              | 22 novembre 1985     |                         |
| 33b          | 288           | Un Grand Schtroumpf de trop                                                            | Papa Smurf, Papa Smurf             | 22 novembre 1985     | 16 septembre 1987 La 5  |
| 34a          | 289           | L'habit ne fait pas le Schtroumpf                                                      | Jokey's Cloak                      | 29 novembre 1985     | 10 septembre 1987 La 5  |
| 34b          | 290           | Le Dernier Tour de Magie                                                               | Papa's Last Spell                  | 29 novembre 1985     |                         |
| 35a          | 291           | La sphère qui envoûte                                                                  | Lure of the Orb                    | 29 novembre 1985     | 24 juin 1988 La 5       |
| 35b          | 292           | La Schtroumpfette et Pétalina                                                          | Smurfette's Flower                 | 29 novembre 1985     | 7 octobre 1987 La 5     |
| 36a          | 293           | Les Schtroumpfs risque-tout                                                            | Reckless Smurfs                    | 29 novembre 1985     | 5 octobre 1987 La 5     |
| 36b          | 294           | Le grand amour de Gargamel                                                             | Head Over Hogatha                  | 29 novembre 1985     | 12 septembre 1987 La 5  |

### Septième saison (1987)
| N° d'épisode | N° d'histoire | Titre français                             | Titre anglais                        | Diffusion américaine | Diffusion française |
| ------------ | ------------- | ------------------------------------------ | ------------------------------------ | -------------------- | ------------------- |
| 1 - 2        | 295-296       | Le Schtroumpf sauvage                      | Smurf on the Wild Side               |                      |                     |
| 3a           | 297           | Les P'tits Schtroumpfs et l'esprit Follet  | The Smurflings' Unsmurfy Friend      |                      |                     |
| 3b           | 298           | Le Chasseur de Schtroumpfs                 | The Smurfstalker                     |                      |                     |
| 4a           | 299           | Les esprits schtroumpfeurs                 | Poltersmurf                          |                      |                     |
| 4b           | 300           | Le jouet du Bébé Schtroumpf                | Baby's Marvelous Toy                 |                      |                     |
| 5a           | 301           | Schtroumpfs sans sommeil                   | Sleepless Smurfs                     |                      |                     |
| 5b           | 302           | Les Silhouettes schtroumpfées              | Cut-Up Smurfs                        |                      |                     |
| 6            | 303           | Le grand amour de Gargamel                 | Gargamel's Sweetheart                |                      |                     |
| 7a           | 304           | Pour les beaux yeux de la Schtroumpfette   | Wild About Smurfette                 |                      |                     |
| 7b           | 305           | La musique qui schtroumpfe                 | Sing a Song of Smurflings            |                      |                     |
| 8a           | 306           | Un Schtroumpf qui vaut de l'or             | Smurfing for Gold                    |                      |                     |
| 8b           | 307           | Le Livre du Schtroumpf Farceur             | Jokey's Joke Book                    |                      |                     |
| 9a           | 308           | Le Roman du Schtroumpf Poète               | Poet's Storybook                     |                      |                     |
| 9b           | 309           | Plus vite Gargamel !                       | The Fastest Wizard in the World      |                      |                     |
| 10a          | 310           | Le montreur d'ours                         | Dancing Bear                         |                      |                     |
| 10b          | 311           | Les dernières heures de Gargamel           | Gargamel's Last Will                 |                      |                     |
| 11a          | 312           | Sassette et la petite sorcière             | Sassette's Bewitching Friendship     |                      |                     |
| 11b          | 313           | Azraël est génial !                        | Azrael's Brain                       |                      |                     |
| 12a          | 314           | Le naufrage des Schtroumpfs                | Castaway Smurfs                      |                      |                     |
| 12b          | 315           | La légende des Schtroumpfs                 | Legendary Smurfs                     |                      |                     |
| 13a          | 316           | La Quête de la licorne                     | Smurfing the Unicorns                |                      |                     |
| 13b          | 317           | L'admirateur du Schtroumpf coquet          | Vanity's Closest Friend              |                      |                     |
| 14           | 318           | Le chambellan malhonnête                   | Peewit's Unscrupulous Adventure      |                      |                     |
| 15           | 319           | Le Schtroumpf sans nom                     | Nobody Smurf                         |                      |                     |
| 16a          | 320           | Scrupule et le grimoire magique            | Scruple and the Great Book of Spells |                      |                     |
| 16b          | 321           | Un Schtroumpf à rebondissement             | Bouncing Smurf                       |                      |                     |
| 17a          | 322           | La Schtroumpfette mécanique                | Clockwork Smurfette                  |                      |                     |
| 17b          | 323           | Le Schtroumpf-garou                        | I Was a Brainy Weresmurf             |                      |                     |
| 18a          | 324           | Le Schtroumpf à lunettes sait tout         | The Answer Smurf                     |                      |                     |
| 18b          | 325           | Le Schtroumpf sauvage et le coquet         | Vanity's Wild Adventure              |                      |                     |
| 19a          | 326           | La Schtroumpfette gitane                   | Soothsayer Smurfette                 |                      |                     |
| 19b          | 327           | Le chant du Schtroumpf                     | Crooner Smurf                        |                      |                     |
| 20a          | 328           | Tous les Grands Schtroumpfs                | Papa for a Day                       |                      |                     |
| 20b          | 329           | Le Schtroumpf indécis                      | Flighty's Plight                     |                      |                     |
| 21a          | 330           | Des Schtroumpfs à la pièce                 | To Coin a Smurf                      |                      |                     |
| 21b          | 331           | La mauvaise Schtroumpfette                 | Smurfette Unmade                     |                      |                     |
| 22a          | 332           | L'oiseau de mauvais augure                 | Foul Feather Friend                  |                      |                     |
| 22b          | 333           | La ruche de Sassette                       | Sassette's Hive                      |                      |                     |
| 23a          | 334           | P'tit Schtroumpf deviendra grand           | Little Big Smurf                     |                      |                     |
| 23b          | 335           | Le petit train des Schtroumpfs             | Locomotive Smurfs                    |                      |                     |
| 24a          | 336           | Les plus courtes sont les plus schtroumpfs | A Long Tale for Grandpa              |                      |                     |
| 24b          | 337           | Les Écureuils en danger                    | Where the Wild Smurfs Are            |                      |                     |
| 25a          | 338           | Le Sac magique de M. Noël                  | The Magic Sack of Mr. Nicholas       |                      |                     |
| 25b          | 339           | Le puits aux échanges                      | Swapping Smurfs                      |                      |                     |
| 26a          | 340           | Les régates des Schtroumpfs                | Predictable Smurfs                   |                      |                     |
| 26b          | 341           | Le Rival du Schtroumpf Costaud             | Hefty's Rival                        |                      |                     |
| 27a          | 342           | La marionnette schtroumpfée                | Snappy's Puppet                      |                      |                     |
| 27b          | 343           | Le Schtroumpf prince                       | Prince Smurf                         |                      |                     |
| 28           | 344           | Le retour de Don Schtroumpfo               | Return to Don Smurfo                 |                      |                     |
| 29a          | 345           | Les Schtroumpfs dans la tour               | Skyscraper Smurfs                    |                      |                     |
| 29b          | 346           | L’infortune des Schtroumpfs                | Bad Luck Smurfs                      |                      |                     |
| 30a          | 347           | Les p'tits Schtroumpfs du temps            | Smurfing Out of Time                 |                      |                     |
| 30b          | 348           | Un nouveau jeu schtroumpfant               | A Hole in Smurf                      |                      |                     |
| 31a          | 349           | La petite bête des p'tits Schtroumpfs      | Smurf Pet                            |                      |                     |
| 31b          | 350           | Le Schtroumpf Bûcheron                     | Timber Smurf                         |                      |                     |
| 32a          | 351           | L'amulette du toujours-bien                | The Smurf Who Could Do No Wrong      |                      |                     |
| 32b          | 352           | L'étoile de la Schtroumpfette              | Smurfette's Lucky Star               |                      |                     |
| 33a          | 353           | Le tribunal des Schtroumpfs                | The Smurfy Verdict                   |                      |                     |
| 33b          | 354           | L'amour perdu de Chlorhydris               | Chlorhydris's Lost Love              |                      |                     |
| 34a          | 355           | Ne bougeons plus                           | Stop & Go Smurfs                     |                      |                     |
| 34b          | 356           | L’Amulette du Schtroumpf Poète             | Poet the Know-It-All                 |                      |                     |
| 35           | 357           | Le Schtroumpf reporter                     | All the News That's Fit To Smurf     |                      |                     |
| 36a          | 358           | Le grand voyage de Gargamel                | Gargamel's Quest                     |                      |                     |
| 36b          | 359           | La seconde jeunesse de Gargamel            | Gargamel's Second Childhood          |                      |                     |

### Huitième saison (1988)
| N° d'épisode | N° d'histoire | Titre français                                                       | Titre anglais                 | Diffusion américaine | Diffusion française |
| ------------ | ------------- | -------------------------------------------------------------------- | ----------------------------- | -------------------- | ------------------- |
| 1            | 360           | Le manoir des maléfices                                              | The Lost Smurf                |                      |                     |
| 2            | 361           | Les archives maléfiques                                              | Archives of Evil              |                      |                     |
| 3a           | 362           | La petite fête de Grossbouf                                          | Bigmouth's Roommate           |                      |                     |
| 3b           | 363           | Comment garder Bébé Schtroumpf ? ou Comment garder Bébé ?            | Bungling Babysitters          |                      |                     |
| 4a           | 364           | Les étincelles du Schtroumpf mécanique                               | Clockwork's Powerplay         |                      |                     |
| 4b           | 365           | Schtroumpf maladroit en tête ou L'expédition du Schtroumpf maladroit | Clumsy in Command             |                      |                     |
| 5            | 366           | Dans le Livre de Don Schtroumpfo                                     | Don Smurfo's Uninvited Guests |                      |                     |
| 6a           | 367           | La Petite poupée d'Agnès                                             | Denisa's Greedy Doll          |                      |                     |
| 6b           | 368           | La fête d'Agnès ou L'invitation à Sassette                           | Denisa's Slumber Party        |                      |                     |
| 7a           | 369           | Nemesis                                                              | Grandpa's Nemesis             |                      |                     |
| 7b           | 370           | La canne du Vieux-vieux Schtroumpf                                   | Grandpa's Walking Stick       |                      |                     |
| 8            | 371           | La maison de Mémé Schtroumpf                                         | A House for Nanny             |                      |                     |
| 9a           | 372           | Le Schtroumpf bricoleur n'a pas de chance                            | It's a Smurfy Life            |                      |                     |
| 9b           | 373           | Le pays des objets perdus                                            | Land of Lost and Found        |                      |                     |
| 10           | 374           | Sa Majesté Schtroumpf à lunettes                                     | Long Live Brainy              |                      |                     |
| 11           | 375           | Le manoir des miroirs                                                | A Maze of Mirrors             |                      |                     |
| 12a          | 376           | La pastèque qui parle                                                | Memory Melon                  |                      |                     |
| 12b          | 377           | Les bons conseils de Mémé Schtroumpf                                 | Nanny's Way                   |                      |                     |
| 13a          | 378           | Un Chiot bien dressé ou Un Puppy bien dressé                         | Pappy's Puppy                 |                      |                     |
| 13b          | 379           | Le petit oiseau va schtroumpfer                                      | Shutterbug Smurfs             |                      |                     |
| 14a          | 380           | L'oiseau bleu du bonheur                                             | Smoogle Sings the Blues       |                      |                     |
| 14b          | 381           | Un Schtroumpf pour Agnès                                             | A Smurf for Denisa            |                      |                     |
| 15           | 382           | Edischtroumpf spéciale ou Édition spéciale                           | Smurf the Presses             |                      |                     |
| 16           | 383           | Les histoires du Vieux-Vieux Schtroumpf                              | Stealing Grandpa'sThunder     |                      |                     |

### Neuvième saison (1989)
| N° d'épisode | N° d'histoire | Titre français                                             | Titre anglais                  | Diffusion américaine | Diffusion française            |
| ------------ | ------------- | ---------------------------------------------------------- | ------------------------------ | -------------------- | ------------------------------ |
| 1            | 384           | Le grand voyage des Schtroumpfs                            | Smurfs That Time Forgot        |                      | 8 novembre 1995 sur France 2   |
| 2a           | 385           | Dans le monde disparu                                      | Lost in the Ages               |                      | 6 septembre 1995 sur France 2  |
| 2b           | 386           | Schtroumpfez les oiseaux                                   | Cave Smurfs                    |                      | 6 septembre 1995 sur France 2  |
| 3a           | 387           | La reine du Nil                                            | Hogapatra's Beauty Sleep       |                      | 13 septembre 1995 sur France 2 |
| 3b           | 388           | Les Schtroumpfs du pharaon                                 | Mummy Dearest                  |                      | 15 novembre 1995 sur France 2  |
| 4            | 389           | Les Schtroumpfs en Irlande                                 | Shamrock Smurfs                |                      | 13 septembre 1995 sur France 2 |
| 5a           | 390           | Les Schtroumpfs au Japon                                   | Karate Clumsy                  |                      | 23 août 1995 sur France 2      |
| 5b           | 391           | Le Schtroumpf du Pacifique                                 | Like It or Smurf It            |                      |                                |
| 6            | 392           | Le sommeil du Grand Schtroumpf                             | Papa's Big Snooze              |                      | 14 février 1996 sur France 2   |
| 7a           | 393           | Le Poisson Schtroumpf                                      | A Fish Called Snappy           |                      | 4 octobre 1995 sur France 2    |
| 7b           | 394           | Les Schtroumpfs sur l'Olympe                               | The Smurf Odyssey              |                      | 22 novembre 1995 sur France 2  |
| 8            | 395           | Les Schtroumpfs de Troie                                   | Trojan Smurfs                  |                      |                                |
| 9a           | 396           | Le biscuit chinois du Schtroumpf gourmand                  | Fortune Cookie                 |                      | 17 août 1995 sur France 2      |
| 9b           | 397           | Schtroumpfez l'Empire Céleste                              | Imperial Panda-Monium          |                      | 6 décembre 1995 sur France 2   |
| 10           | 398           | La Schtroumpfette en Mésopotamie                           | Smurfette's Green Thumb        |                      | 20 septembre 1995 sur France 2 |
| 11           | 399           | Le monstre du Loch Schtroumpf                              | Hefty Sees a Serpent           |                      | 4 octobre 1995 sur France 2    |
| 12a          | 400           | Les Schtroumpfs en Écosse                                  | Phantom Bagpiper               |                      | 10 janvier 1996 sur France 2   |
| 12b          | 401           | La samba du Schtroumpf coquet                              | Jungle Jitterbug               |                      | 11 octobre 1995 sur France 2   |
| 13a          | 402           | Les Schtroumpfs en Mésopotamie ou Les Schtroumpfs à Bagdad | The Clumsy Genie               |                      | 21 février 1996 sur France 2   |
| 13b          | 403           | Les Schtroumpfs dans la Forêt Noire                        | Scary Smurfs                   |                      | 18 octobre 1995 sur France 2   |
| 14           | 404           | Les voleurs en tapis volant                                | Sky High Surprise              |                      |                                |
| 15           | 405           | Tous les Schtroumpfs mènent à Gnome                        | Gnoman Holiday                 |                      | 29 novembre 1995 sur France 2  |
| 16a          | 406           | La pizza romana du Schtroumpf gourmand                     | Greedy's Masterpizza           |                      | 27 septembre 1995 sur France 2 |
| 16b          | 407           | La statue romaine grognonne                                | The Monumental Grouch          |                      | 27 septembre 1995 sur France 2 |
| 17           | 408           | Les Schtroumpfs en Inde                                    | Curried Smurfs                 |                      | 7 février 1996 sur France 2    |
| 18a          | 409           | Les Schtroumpfs chez les kangourous                        | G'Day Smoogle                  |                      | 22 août 1995 sur France 2      |
| 18b          | 410           | Les Schtroumpfs au Mexique                                 | Grandpa's Fountain of Youth    |                      | 11 octobre 1995 sur France 2   |
| 19a          | 411           | La guerre de l'île espagnole                               | Big Shot Smurfs                |                      | 25 août 1995 sur France 2      |
| 19b          | 412           | Les Schtroumpfs et l'Antarctique                           | No Reflection on Vanity        |                      |                                |
| 20a          | 413           | Le Grand Schtroumpf perd patience                          | Papa Loses His Patience        |                      | 24 août 1995 sur France 2      |
| 20b          | 414           | Les Schtroumpfs pirates                                    | Swashbuckling Smurfs           |                      | 17 janvier 1996 sur France 2   |
| 21a          | 415           | Le Schtroumpf peintre en Russie                            | Painter's Egg-CellentAdventure |                      | 24 janvier 1996 sur France 2   |
| 21b          | 416           | Une tête de Schtroumpf                                     | Small Minded Smurfs            |                      |                                |
| 22a          | 417           | La Guenon et le Schtroumpf                                 | Bananas Over Hefty             |                      | 21 août 1995 sur France 2      |
| 22b          | 418           | Les Schtroumpfs de la Table ronde                          | The Smurfs of the RoundTable   |                      | 21 août 1995 sur France 2      |
| 23a          | 419           | Coucou, Schtroumpf sauvage !                               | Wild Goes Cuckoo               |                      | 13 décembre 1995 sur France 2  |
| 23b          | 420           | Le conteur africain                                        | Brainy's Beastly Boo-Boo       |                      | 18 octobre 1995 sur France 2   |
| 24a          | 421           | Le rhinocéros en or                                        | The Golden Rhino               |                      | 31 janvier 1996 sur France 2   |
| 24b          | 422           | Le Cupidon hollandais                                      | Hearts 'n' Smurfs              |                      | 16 août 1995 sur France 2      |

### Épisodes spéciaux
| N° | Titre français                                                                                         | Titre anglais                  | Diffusion américaine | Diffusion française         |
| -- | --- | ------------------------------ | -------------------- | --------------------------- |
| 1  | Pâques chez les Schtroumpfs (La Cinq) ou Les Schtroumpfs du printemps (La Cinq, titre alternatif)      | The Smurfs' Springtime Special | 8 avril 1982         |                             |
| 2  | Le miraculeux Noël des Schtroumpfs *                                                                   | The Smurfs' Christmas Special  | 12 décembre 1982     | 1er janvier 1987/La Cinq    |
| 3  | La Saint-Valenschtroumpf (La Cinq) ou Les Schtroumpfs de la Saint-Valentin (La Cinq, titre alternatif) | My Smurfy Valentine            | 13 février 1983      | 14 février 1987/sur La Cinq |
| 4  | Les jeux Schtroumpfiques * **                                                                          | The Smurfic Games              | 20 mai 1984          | 25 février 1987/La Cinq     |
| 5  | Et ils furent très schtroumpfs *                                                                       | Smurfily Ever After            | 13 février 1985      | 25 juin 1988/La Cinq        |
| 6  | Le Noël du Schtroumpf sauvage                                                                          | 'This the Season to Be Smurfy  | 13 décembre 1987     |                             |

## VHS et DVD
Les éditions des épisodes des schtroumpfs sont plus que disparates. Cette liste permet d'y voir plus clair.